# Enrico Garzelli
Enrico Garzelli, född 24 juli 1909 i Livorno, död 16 juli 1992, var en italiensk roddare.
Garzelli blev olympisk silvermedaljör i åtta med styrman vid sommarspelen 1936 i Berlin.